# عصر الغباء
عصر الغباء هو فيلم وثائقي بريطاني صدر عام 2009 من إخراج فراني أرمسترونج، مع المنتجة ليزي جيليت. المنتج التنفيذي هو جون باتسيك. الفيلم عبارة عن مزيج من الدراما والوثائقي والرسوم المتحركة. يجمع الفيلم بين لقطات وثائقية من عام 2008 مع بيت بوستليثويت الذي يجسد شخصية رجل يعيش بمفرده في عالم مدمر في عام 2055، ويتساءل "لماذا لم نوقف تغير المناخ عندما سنحت لنا الفرصة؟"
كان صناع فيلم عصر الغباء من أوائل من استخدموا نموذج التمويل الجماعي وكانوا رواد نظام توزيع جديد، وهو Indie Screenings . تم عرضه لأول مرة في وقت واحد على 62 شاشة في جميع أنحاء المملكة المتحدة في مارس 2009، مما جعله حامل الرقم القياسي لأكبر عرض أول لفيلم على الإطلاق. كان الاستقبال النقدي إيجابيا بشكل عام، حيث أشادت المراجعات برسالته وشكله.

## حبكة
في عام 2055، تعرض العالم لكارثة تغير المناخ؛ حيث غمرت المياه لندن، واحترقت سيدني، وغرقت لاس فيغاس في الصحراء، واحترقت غابات الأمازون، واختفت الثلوج من جبال الألب، وأدت الحرب النووية إلى تدمير الهند. تم تكليف أمين أرشيف مجهول الاسم ( بيت بوستليثويت ) بمهمة حفظ مخزون البشرية المتبقي من الفن والمعرفة. في مستودعه الشاسع قبالة ساحل القطب الشمالي الخالي من الجليد إلى حد كبير، يستعرض لقطات أرشيفية من "الأيام التي كان بوسعنا فيها إنقاذ أنفسنا"، محاولاً معرفة أين ذهب كل شيء خطأ.
وفي خضم التقارير الإخبارية التي تتحدث عن التأثيرات المتراكمة لتغير المناخ وعن توجه الحضارة العالمية نحو الدمار، يلقي الكاتب الضوء على ست قصص لأفراد تبدو حياتهم في السنوات الأولى من القرن الحادي والعشرين وكأنها توضح جوانب من الكارثة الوشيكة. وتشمل هذه القصص رجل الأعمال الهندي جيه واديا الذي أنشأ شركة طيران منخفضة التكلفة "جو إير"، ومرشد المشي لمسافات طويلة الأقدم في شامونيكس الذي يناقش تراجع الأنهار الجليدية، وطبيب في نيجيريا تأثر مجتمعه بصناعة البترول، وموظف في شركة شل دمر إعصار كاترينا منزله، وعائلة من اللاجئين الفارين من حرب العراق، ومطور طاقة الرياح البريطاني الذي يواجه ردود فعل عنيفة تجاه مشاريع محتملة.
تتخذ هذه القصص الستة شكل مقاطع وثائقية متداخلة تتناول حياة أشخاص حقيقيين في حوالي عام 2008، وتغير شكل السرد السينمائي من الخيال إلى الحقيقة. بالإضافة إلى السرد الإطاري في عام 2055، ومقاطع الأخبار، واللقطات الوثائقية للقصص الشخصية الستة، يتضمن الفيلم مقاطع متحركة ومقابلات قصيرة مع مارك ليناس وجورج مونبيوت، تم إنشاؤها للفيلم.

## إنتاج

### التصوير
تم تصوير الفيلم في سبع دول على مدى ثلاث سنوات، ويضم ستة قصص وثائقية، ولقطات أرشيفية، والكثير من الرسوم المتحركة من، من بين آخرين، Passion Pictures، صانعي الرسوم المتحركة Gorillaz. لم يتضمن المونتاج الأصلي أرشيفًا، والذي تمت إضافته لاحقًا لتأطير القصة وربط الأجزاء الستة بشكل أفضل.

### تطوير
اعتمدت فرانى أرمسترونج نموذجًا جديدًا لتمويل إنتاج عصر الغباء: التمويل الجماعي. يتضمن هذا النهج، الذي أصبح شائعًا الآن بين صانعي الأفلام المستقلين، تجميع الأموال والموارد الأخرى لدعم الجهود التي بدأها أشخاص أو منظمات أخرى. وبذلك، تم جمع ميزانية كتاب "عصر الغباء ' البالغة 450 ألف جنيه إسترليني من خلال بيع "أسهم" إلى 223 فرداً ومجموعة تبرع كل منهم بمبلغ يتراوح بين 500 و35 ألف جنيه إسترليني. تتراوح هذه المجموعات من فريق هوكي إلى مركز صحي. تم تمويل الفيلم بشكل جماعي في المقام الأول لمنحه أفضل فرصة للوصول إلى جمهور متعدد الشاشات، بالإضافة إلى الاحتفاظ بالسيطرة التحريرية الكاملة. يمتلك هؤلاء المستثمرون جميعًا نسبة من الفيلم وحصلوا على حصة متناسبة من الأرباح، إلى جانب أفراد الطاقم البالغ عددهم 105 الذين عملوا مقابل أجور البقاء على قيد الحياة.
في صحيفة هافينغتون بوست، وصف جون رايس نهج أرمسترونج بأنه رائد: "مستقبل الفيلم وثقافة الفيلم وتوزيع الأفلام والتسويق". ويذكر أن معظم الميزانية، والتي بلغت 857 ألف جنيه إسترليني، تم جمعها "من خلال المساهمات المباشرة من جماهيرهم". 
يُظهر فيلم وثائقي مدته 55 دقيقة بعنوان "صناعة عصر الغباء " كيفية صنع الفيلم، وكان الفيلم نفسه مدته ساعة و29 دقيقة
قام المنتجون بحساب البصمة الكربونية لإنتاج الفيلم بحوالي 95 طنًا من ثاني أكسيد الكربون، والترويج له بحوالي 57 طنًا.

### موسيقى
تتضمن الموسيقى التصويرية أغاني من Radiohead وDepeche Mode و Dragnerve و The Band of Holy Joy، بالإضافة إلى مقطوعة موسيقية أوركسترالية أصلية كتبها كريس برييرلي.

## يطلق

صورة ترويجية للفيلم تظهر بيت بوستليثويت على جهاز الكمبيوتر الأرشيفي الخاص به.

تم عرض الفيلم لأول مرة في المملكة المتحدة في 15 مارس 2009، في ليستر سكوير في لندن. أقيم العرض في "خيمة سينما" تعمل بالطاقة الشمسية وبدون استخدام الكهرباء الرئيسية. توصلت مراجعة مستقلة أجرتها شركة Carbon Accounting Systems إلى أن انبعاثات الكربون الناتجة عن الحدث بلغت 1% من تلك الناتجة عن العرض الأول لفيلم ضخم عادي. تم ربط الفيلم عبر الأقمار الصناعية بـ 62 دار سينما حول المملكة المتحدة، وحصل العرض الأول على رقم قياسي عالمي في موسوعة غينيس لكونه أكبر عرض أول لفيلم على الإطلاق، بناءً على عدد الشاشات.
خلال المناقشة التي تلت العرض، والتي تم بثها مباشرة عبر الإنترنت وفي العروض، تلقى الرئيس محمد نشيد تصفيقًا حارًا لإعلانه أن جزر المالديف ستكون أول دولة خالية من الكربون في العالم. هدد نجم الفيلم، بيت بوستليثويت، بإعادة وسام الإمبراطورية البريطانية إذا أعطت حكومة المملكة المتحدة الضوء الأخضر لمحطة الطاقة التي تعمل بالفحم في كينجزنورث المثيرة للجدل في كينت. وبعد شهر واحد أعلنت الحكومة عن تغيير في سياستها بشأن الفحم ــ لن تحصل أي محطة طاقة جديدة تعمل بالفحم على موافقة الحكومة ما لم تتمكن من التقاط ودفن 25% من الانبعاثات التي تنتجها على الفور ــ و100% من الانبعاثات بحلول عام 2025. وقال مصدر لصحيفة الغارديان إن هذا يمثل "إعادة كتابة كاملة لسياسة الطاقة في المملكة المتحدة".
حصل العرض الأول في المملكة المتحدة على جائزة "أفضل حدث أخضر" من Event Awards وأفضل تجربة علامة تجارية مباشرة في جوائز PR Week.
في المملكة المتحدة، تم إصدار فيلم The Age of Stupid في 62 دار سينما في أسبوعه الافتتاحي ووصل إلى قمة قوائم شباك التذاكر (حسب متوسط الشاشة). بلغ إجمالي مدة العرض 13 أسبوعًا متتاليًا، وتم عرضه في 263 دار سينما، وكانت أطول مدة عرض واحدة أربعة أسابيع في أوديون بانتون ستريت في لندن.
تم إطلاق فيلم The Age of Stupid في أستراليا ونيوزيلندا في 19 أغسطس 2009، مع عروض أولى متزامنة على السجادة الخضراء في أوكلاند وسيدني، ومرتبطة عبر الأقمار الصناعية بـ 32 دار سينما في أستراليا و13 في نيوزيلندا. تم إصدار الفيلم بعد ذلك في جميع دور السينما الـ13 في نيوزيلندا والعديد من دور السينما الـ32 في أستراليا.
تم إصدار الفيلم دوليا في 21 سبتمبر و22 سبتمبر 2009، في "العرض الأول العالمي". تم ربط خيمة سينمائية خضراء في وسط مدينة نيويورك، تعمل بالوقود الحيوي المستخرج محليًا، عبر الأقمار الصناعية بـ 442 دار سينما في جميع أنحاء الولايات المتحدة وأكثر من 200 دار سينما في أكثر من 30 دولة أخرى، بالإضافة إلى 33 دولة أخرى استضافت عروضًا مستقلة بدون اتصال عبر الأقمار الصناعية. قام الموسيقيان الشهيران موبي وتوم يورك من فرقة راديوهيد بأداء حي. ومن بين الضيوف المميزين في العرض الأول في نيويورك كوفي عنان، وإد ميليباند، ومحمد نشيد، وراجندرا باتشوري، وهيذر جراهام، وجيليان أندرسون. سار المخادعون، رجال يس، على السجادة الخضراء مرتدين "كرات البقاء على قيد الحياة". وصل العديد من الضيوف باستخدام وسائل نقل منخفضة الكربون، بما في ذلك المراكب الشراعية، وقوارب التجديف، والسيارات الكهربائية، والدراجات، وعربات الركشة، والزلاجات ذات العجلات.[بحاجة لمصدر]
في ألمانيا، تم عرض الفيلم لأول مرة في برلين وهامبورغ في 1 يونيو 2010، تلا ذلك عرض سينمائي محدود في 12 مدينة: برلين، بون، بريمن، فرانكفورت، فرايبيرج، غوتنغن، غوترسلوه، هامبورغ، هانوفر، ميونخ، كولن، نورنبرغ، وبوتسدام . 
تم إصدار الفيلم في دور العرض بشكل محدود من خلال موزعي Mongrel Media في كندا ومن خلال Arts في الأرجنتين، النمسا، بلجيكا، البرازيل، بلغاريا، تشيلي، الصين، كوستاريكا، كرواتيا، قبرص، جمهورية التشيك، الدنمارك، فنلندا، فرنسا، اليونان، هندوراس، هونج كونج، المجر، أيسلندا، الهند، إندونيسيا، إيران، إسرائيل، إيطاليا، اليابان، الأردن، كازاخستان، كينيا، كيريباتي، كوسوفو، قيرغيزستان، لبنان، لوكسمبورج، مدغشقر، ماليزيا، جزر المالديف، مالطا، موريشيوس، المكسيك، ميكرونيزيا، مولدوفا، موزمبيق، نيبال، هولندا، نيجيريا، النرويج، الأراضي الفلسطينية، بابوا غينيا الجديدة، بيرو، الفلبين، بولندا، البرتغال، رومانيا، روسيا، صربيا، سيراليون، سنغافورة، سلوفاكيا، سلوفينيا، جنوب أفريقيا، إسبانيا، سوازيلاند، السويد، سويسرا، تايوان، تنزانيا، تايلاند، تركيا، فانواتو، فنزويلا، فيتنام وزيمبابوي.
يستمر عرض الفيلم في أماكن محلية حول العالم من خلال Indie Screenings - وهو شكل من أشكال توزيع الأفلام على شبكة الإنترنت، والذي ابتكره مخرج ' Age of Stupid فرانى أرمسترونج، والذي يسمح لأي شخص بشراء ترخيص لإقامة عرض للفيلم والاحتفاظ بالأرباح لأنفسهم.

### توزيع
في الثاني والعشرين من مايو/أيار 2009، أطلق فريق عصر الغباء نموذجه الخاص بالعروض المستقلة، وهو شكل جديد من أشكال توزيع الأفلام يسمح لأي شخص، في أي مكان، بشراء ترخيص لإقامة عرض للفيلم ــ مع تحديد السعر وفقاً لإمكانيات القائم بالعرض ــ ثم، وهو الأمر الحاسم، تحصيل ثمن التذاكر والاحتفاظ بأي أرباح لأنفسهم. أقيم حفل الإطلاق في 22 مايو في RSA، وأعقب ذلك حلقة نقاش عبر الويب مع المخرجة فرانى أرمسترونج، والصحفي جورج مونبيوت، والخبير الاقتصادي نيكولاس ستيرن، ورئيس قسم التأثيرات المناخية في مكتب الأرصاد الجوية ريتشارد بيتس . تم عرض حلقة النقاش، التي نظمتها شركة Indie Screenings، في 71 موقعًا.

## استقبال

### الاستجابة الحرجة
وفي مقال كتبه لصحيفة الغارديان، قال الناشط البيئي جورج مونبيوت، الذي ظهر في الفيلم، إن "الرسالة التي لم يتم ذكرها مطلقًا ولكنها تظهر باستمرار هي أننا جميعًا لدينا أساطيرنا التي تبرر أنفسنا. فنحن نحكي لأنفسنا قصة عن حياتنا نبدو فيها دائمًا تقريبًا وكأننا الأبطال. هذه الأساطير تمنعنا من الانخراط في تغير المناخ". ووصف ناقد صحيفة فاينانشال تايمز الفيلم بأنه ذكي ومثير، حيث قدم "حكمة الإدراك المتأخر، اليوم". قال محرر الأفلام 's مجلة تايم أوت لندن، ديف كالهون: "إن تشخيص أرمسترونج كارثي، لكن صحافتها قوية ومفيدة ومدروسة بشكل ممتع"، ووصف الفيلم بأنه "مسلٍ ومثير للاستفزاز". وصفت صحيفة التايمز الفيلم بأنه "الهجوم الأكثر إبداعًا ودراماتيكية على الرضا المؤسسي الذي يكتنف القضية"، قائلة: "تكمن قوة هذا الفيلم الدعائي الوقح في أنه يحدد التواريخ والمواعيد النهائية. إنه يستكشف الخيارات والأفكار. ويسمي الجناة..." وقال سوخديف ساندو، مراجع صحيفة التلغراف 's "فيلم [أرمسترونج] الجريء والمستفز إلى حد كبير والمهم للغاية هو صرخة من القلب بقدر ما هو هدير للتغيير الضروري".
بناءً على 12 مراجعة فقط، أعطى موقع Rotten Tomatoes الفيلم تقييمًا بنسبة 73%. وصفت صحيفة نيويورك تايمز الفيلم بأنه "جدلي أكثر صرامة وإثارة للقلق من فيلم الحقيقة المزعجة ". أشار الاستعراض إلى " روح الدعابة المشنقة " طوال الفيلم، على الرغم من أن الاستعراض كان ناقدًا للمشاهد المتحركة الخام.  وصفت صحيفة سيدني مورنينج هيرالد الفيلم بأنه "دعوة للاستيقاظ بنبرة رثائية - ليست استفزازية تمامًا ولكنها ملحة. إنه يتحدث عن الطبيعة البشرية والجشع والمسؤولية الشخصية. ويهدف إلى التخويف والتحفيز - وهو جيد جدًا في كليهما."
قال ويليام نيكلسون، كاتب فيلم Shadowlands (1985) وفيلم Gladiator (2000): "أكره هذا الفيلم. أشعر وكأنني أشاهد كل أعذاري لعدم القيام بأي شيء بشأن تغير المناخ تُنتزع مني".
حضر فيليم ماكالير العرض الأول للفيلم في مدينة نيويورك؛ وعندما سأل ماكالير مخرجة الفيلم كيف وصلت إلى العرض الأول في نيويورك، طرده أفراد الأمن من الحفل. وفي وقت لاحق، صرح ماكالير لصحيفة آيريش نيوز أن الفيلم كان ينبغي أن يُطلق عليه اسم "عصر النفاق". 
كتب سكوت ثيل في صحيفة هافينغتون بوست أن الفيلم ألهمه لنشر مصطلح " الخيال المناخي ".

### الجوائز
- جوائز جريرسون: شيفيلدز - أفضل وثيقة خضراء 2008[38]
- الجانب المشمس للفيلم الوثائقي - أفضل فيلم وثائقي أخضر 2008[39]
- الجانب المشمس من الفيلم الوثائقي - الفيلم الأكثر احتمالاً أن يحقق نجاحًا سينمائيًا في عام 2008[39]
- مهرجان صن تشايلد الدولي للبيئة - الجائزة الأولى[17]
- مهرجان Birds Eye View للأفلام الوثائقية - أفضل فيلم وثائقي 2009[17]
- جوائز الأفلام المستقلة البريطانية – أفضل فيلم وثائقي 2009 (مرشح)[17]

## وسائل الإعلام اللاحقة

### العرض الغبي
من أجل المساعدة في إزالة الغموض عن التعقيدات الجيوسياسية المحيطة بتغير المناخ، قام فريق عصر الغباء بتنظيم إنتاج حرب عصابات من مؤتمر الأمم المتحدة لتغير المناخ في كوبنهاجن (7 إلى 18 ديسمبر 2009)، والذي أطلق عليه اسم العرض الغبي . استضافت فرانى أرمسترونج ثمانية عروض مدة كل منها ما بين 40 إلى 60 دقيقة، والتي تم بثها مباشرة على شبكة الإنترنت يوميًا من الجمعة 11 ديسمبر حتى اليوم الأخير من المؤتمر، السبت 19 ديسمبر. وصف أرمسترونج برنامج The Stupid Show بأنه "نسخة اقتصادية من برنامج The Daily Show مع جون ستيوارت ولكنها أكثر سخافة وتفاعلية".
كان الهدف من العرض السخيف هو جعل محادثات كوبنهاجن مفهومة للناس العاديين باستخدام مزيج من الفكاهة والحركات البهلوانية ومقاطع الفيديو والرسوم التوضيحية والمقابلات مع المندوبين وخبراء تغير المناخ والناشطين المقيمين في العاصمة الدنماركية كوبنهاجن لحضور القمة. وتضمنت أبرز أحداث الجولة تعليقات من مغني فرقة راديوهيد توم يورك، ومقابلة مع المؤلفة نعومي كلاين، ومقابلة مع إد ميليباند أجرتها فراني أرمسترونج أثناء وقوفها على رأسها، ورابط مباشر إلى كاميرا تحت الماء في بليز أظهرت كيف أن تغير المناخ يدمر الشعاب المرجانية. يكون فريق الإنتاج مكونًا من تسعة أشخاص، عملوا جميعًا مع أرمسترونج في فيلم The Age of Stupid. من بين الأعضاء الرئيسيين في طاقم The Stupid Show المنتجة ليزي جيليت والكاتب مارك ليناس والمحرر جوستين بادجر.

### 10:10
أحد فروع مشروع عصر الغباء هو 10:10، وهي حملة على مستوى المملكة المتحدة تشجع الجميع في المملكة المتحدة على تقليل انبعاثات الكربون بنسبة 10% على الأقل في 12 شهرًا. أطلقت فرانى أرمسترونج حملة 10:10 لتكملة الترويج المستمر لفيلمها: في حين يهدف عصر الغباء في المقام الأول إلى زيادة الوعي بتغير المناخ باعتباره أزمة إنسانية عالمية وشيكة، يتم تقديم حملة 10:10 كاستراتيجية للناس لاتخاذ إجراءات إيجابية في مواجهة مثل هذه المشكلة العاجلة والمرعبة.[بحاجة لمصدر]

### الذكرى السنوية العاشرة
في عام 2019، بمناسبة الذكرى السنوية العاشرة للفيلم، أصدرت صحيفة The Guardian مقطع فيديو يعيد زيارة أرمسترونج وأفراد آخرين ظهروا في الفيلم. يتحدث أرمسترونج إلى مارك ليناس حول هدف المناخ بدرجتين مئويتين وجورج مونبيوت في إضراب مدرسي من أجل المناخ، ويكشف عن أن مزرعة الرياح الكورنوالية التي تواجه معارضة في الفيلم قد تم بناؤها في النهاية.

## قراءة إضافية
- Brant، Steven G. (22 نوفمبر 2009). "The Brilliance (and Stupidity) of The Age of Stupid". Huffington Post. مؤرشف من الأصل في 2016-09-13.

## روابط خارجية
- الموقع الرسمي
- عصر الغباء  في قاعدة بيانات الأفلام على الإنترنت (بالإنجليزية)
- الغباء/ The Age of Stupid في روتن توميتوز.